# Dichorisandra
Dichorisandra là một chi thực vật có hoa trong họ Commelinaceae.